# História da educação adventista no Brasil

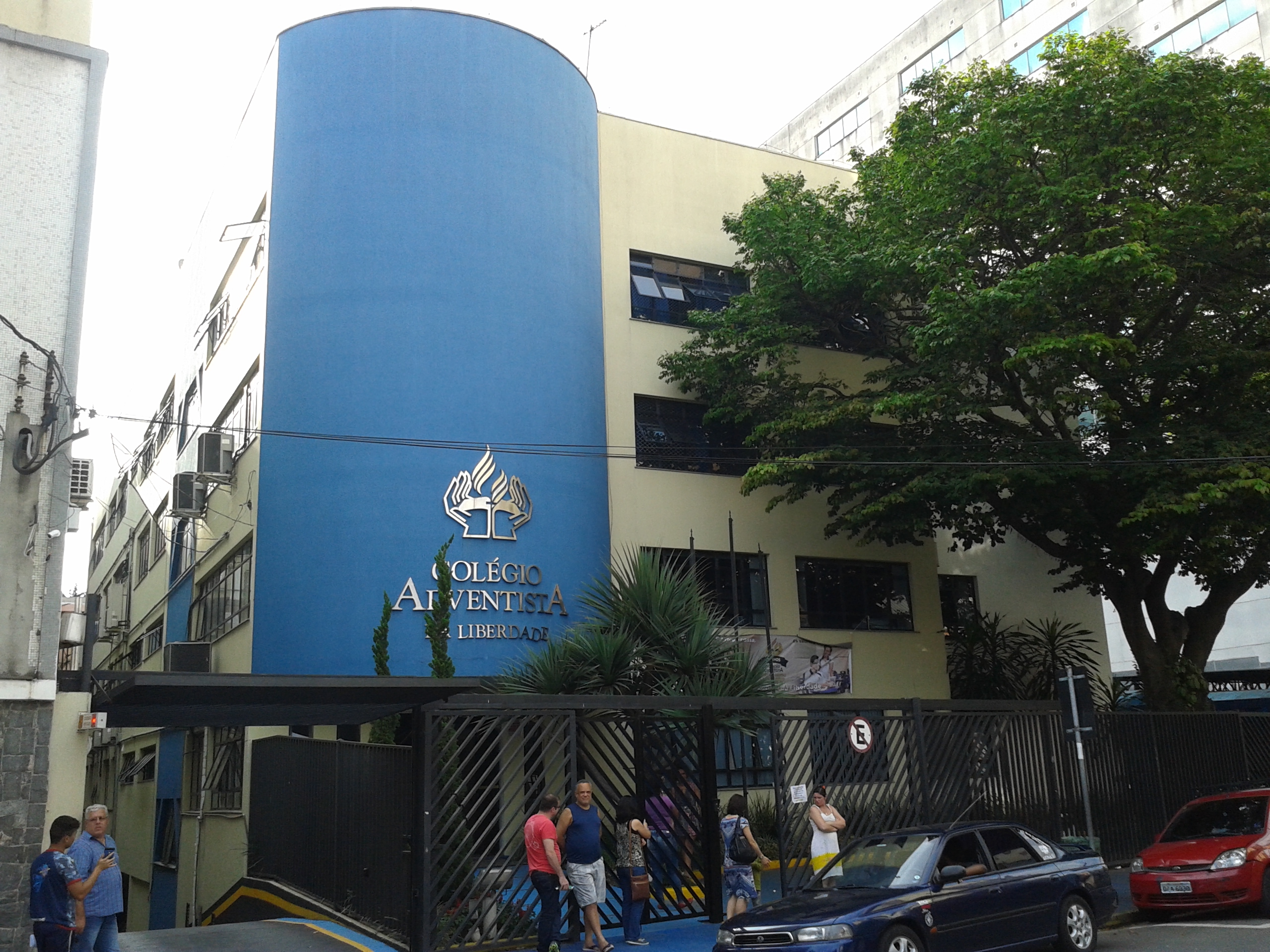
Colégio Adventista da Liberdade

A História da Educação Adventista no Brasil se inicia com a busca dos adventistas do sétimo dia por uma educação integral e de qualidade, com o propósito de oportunizar aos seus filhos o preparo acadêmico em conformidade com os princípios cristãos por eles compreendidos. Em 1875, a educação adventista teve seu início com a abertura do Battle Creek School, Michigan, Estados Unidos, que se destinava a atender os níveis elementares e secundários do Ensino Básico. Desde que surgiu, a rede ampliou sua atuação em todos os continentes, expandindo sua clientela a todos aqueles que simpatizam com sua filosofia e seus métodos.

## Primórdios
A educação adventista no Brasil começou em 1º de Julho de 1896, na cidade de Curitiba, Paraná. A primeira escola estava situada na rua Paula Gomes, 290, em uma casa de janelas grandes, próxima ao parque Passeio Público, de residências da elite e da Biblioteca Municipal de Curitiba.
O fundador e primeiro diretor do colégio foi Guilherme Stein Júnior, o primeiro adventista batizado no Brasil. A princípio a escola chamava-se Colégio Internacional de Curitiba, pois oferecia ensino bilíngue de português e alemão, devido a grande migração européia para o sul do Brasil no século XIX. Stein Júnior, que se mudou de Piracicaba, no interior paulista, para Curitiba com o objetivo de dirigir a instituição, havia estudado em um colégio que também possuía o título “internacional”. Esse pode ter sido o motivo para a primeira escola adventista carregar esse nome durante os anos iniciais. 

Nessa época o colégio destacou-se pela nova metodologia empregada na alfabetização das crianças que era a metodologia do professor Felisberto de Carvalho, método fonético revolucionário que em poucos meses ajudava a criança a ler. A escola, que prezava por uma exímia educação, era, também, pautada pela confessionalidade adventista do sétimo dia, posicionamento filosófico que lhe rendeu alguns desafios.

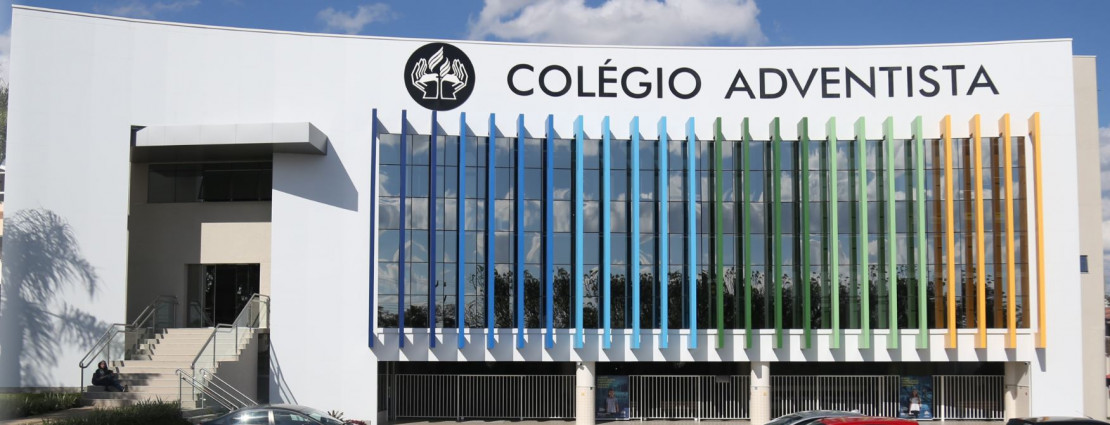
Colégio Adventista na cidade de Curitiba no Paraná.

Para se adequar à legislação educacional do período, por exemplo, que exigia que as escolas funcionassem aos sábados, o Colégio Internacional ministrava apenas as aulas de religião nesse dia, no formato do funcionamento da Escola Sabatina das igrejas adventistas. Desse modo, não apenas os alunos participavam, mas as famílias deles também. Outro fato curioso sobre esse período de pioneirismo é que as escolas nasceram com as congregações. A mensagem adventista chegou à capital paranaense em janeiro de 1896 e seis meses depois a primeira escola dessa confissão estava sendo aberta. Diferentemente dos Estados Unidos, em que a primeira escola foi fundada cerca de dez anos após a organização da denominação, em 1863, no Brasil, e até meados da década de 1940, os registros apontam que já existiam 16% mais escolas do que igrejas adventistas no país.

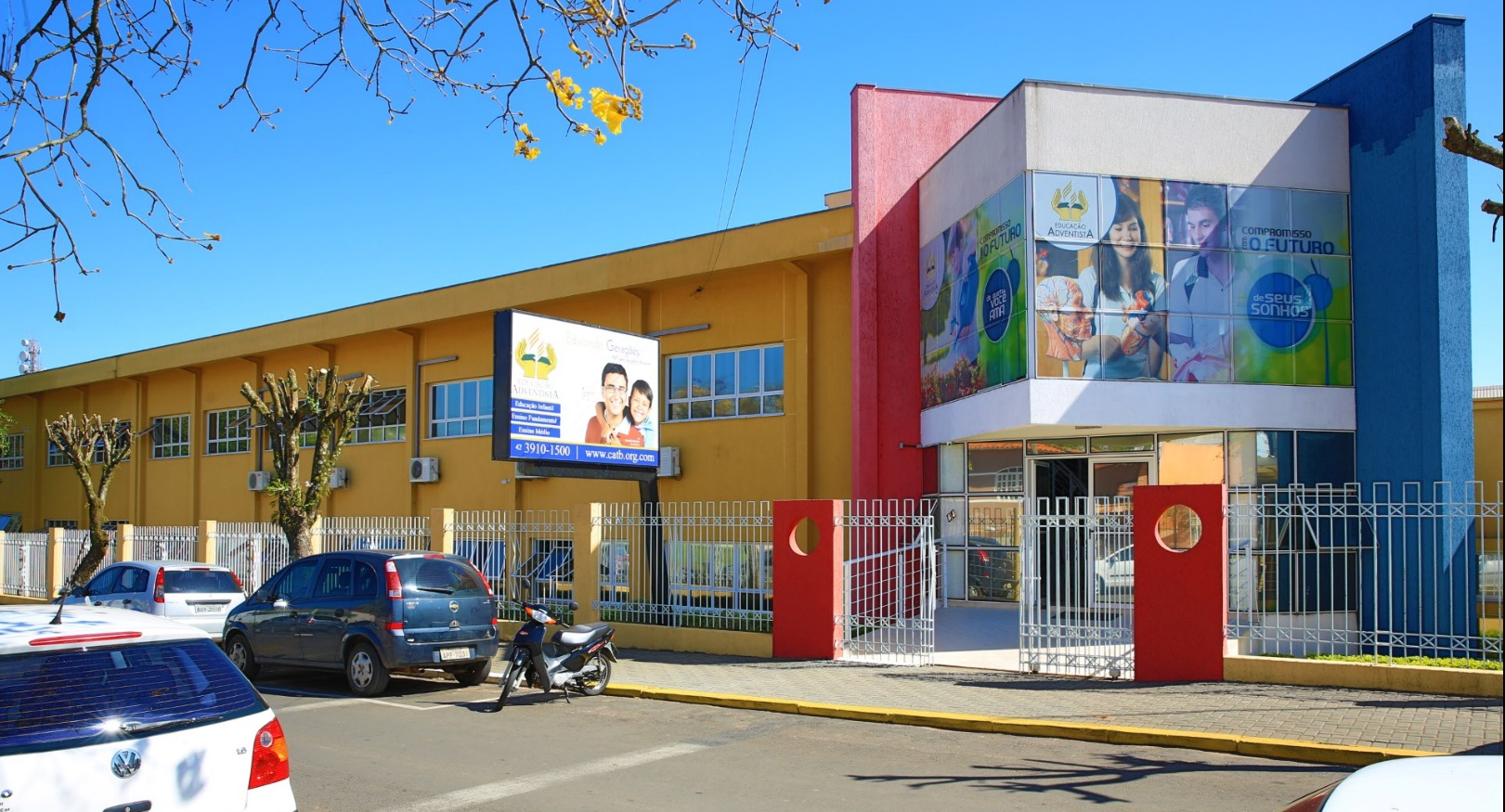
Colégio Adventista na cidade de Telêmaco Borba no Paraná.

Também diferenciava-se por não seguir o padrão das unidades seguintes, que nasceram anexas às igrejas, num modelo paroquial. Num prédio independente, a escola em pouco tempo cresceu tanto que logo precisou ser transferida da rua Paula Gomes. O colégio chegou a ter cerca de 400 alunos, sendo que poucos deles eram adventistas. Depois daquele primeiro endereço, a escola funcionou em mais duas instalações: um sobrado na Avenida Cândido de Abreu, e no mais imponente prédio de Curitiba daquela época: o palacete Wolf, onde hoje funciona o shopping Mueller, no centro da cidade.
Em 1897, o professor Guilherme Stein Júnior se mudou para Gaspar Alto (SC), berço da primeira congregação adventista do Brasil, para ali fundar uma escola de formação de missionários. O professor Guilherme Stein Jr. desempenhou um papel fundamental nessa expansão. Ele foi convidado a abrir mais duas escolas adventistas em Gaspar Alto, Santa Catarina, em 1897, e em Taquari, Rio Grande do Sul, em 1902. Essas escolas eram conhecidas como escolas paroquiais e tinham o propósito de oferecer educação cristã aos filhos dos novos conversos e preparar missionários. A escola de Gaspar Alto foi pioneira na formação de jovens para servir em tempo integral à denominação adventista. Os alunos trabalhavam em regime de internato e recebiam educação acadêmica e cristã. A escola serviu como modelo para as futuras instituições adventistas no Brasil. Nesse período, entre 1896 e 1915, a denominação adventista estabeleceu três entidades educacionais com orientação religiosa no país. A educação adventista foi vista como uma forma dinâmica e sólida de expandir a igreja, e o sistema educacional adventista foi se expandindo para outros estados. O pioneirismo da educação adventista no Brasil durante esse período refletiu a visão da denominação de que a educação seria um valioso instrumento para a expansão da igreja em um país onde ela ainda era desconhecida.
Enquanto isso na capital paranaense o colégio internacional prosseguia com suas atividades e vindo diretamente da Alemanha para Curitiba o professor Paulo Kramer, farmacêutico de formação. Ele traria grandes inovações para o Colégio Internacional. A escola passou a ter microscópios, pranchas, mapas, sólidos geométricos destacando que esses eram recursos pedagógicos dos mais modernos do país, levando em conta que estavam na virada do século XIX, em uma capital de apenas 50 mil habitantes. No entanto, apesar do sucesso, de forma súbita, a escola foi fechada em 1904, e só voltou a abrir as portas em 1928, já no cruzamento das avenidas Saldanha Marinho e Brigadeiro, enquanto outras unidades foram abertas e continuaram funcionando normalmente. 

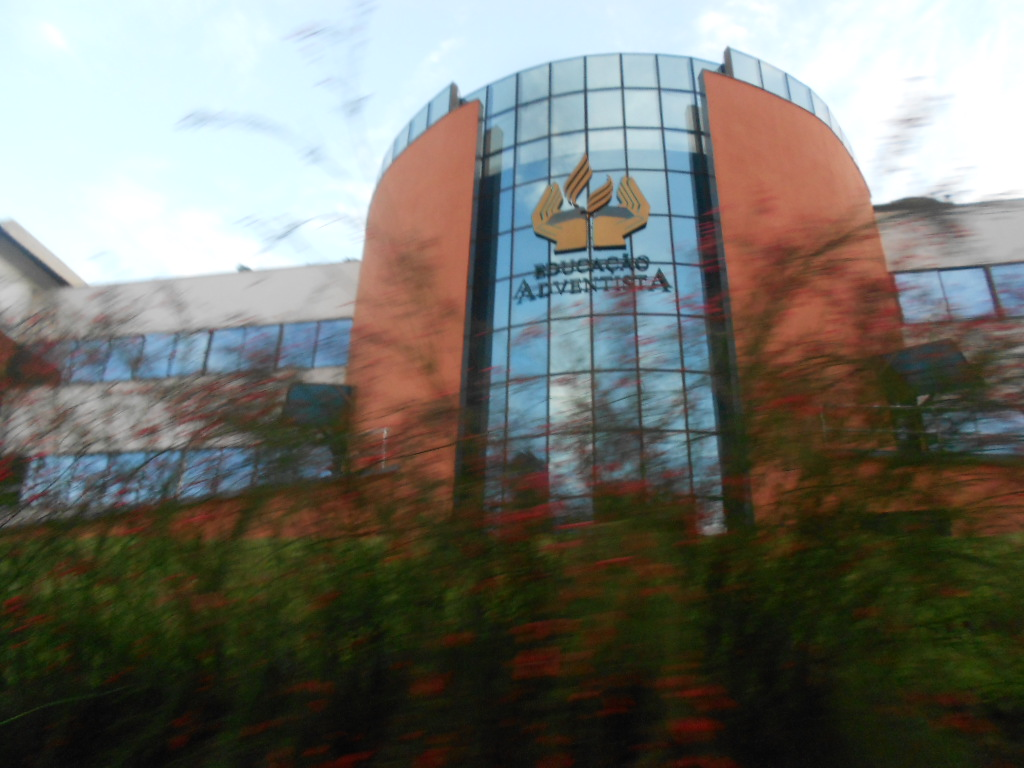
Colégio Adventista de Petrópolis,

Após o final da Segunda Guerra Mundial, a rede adventista no Brasil se expandiu rapidamente, concentrando-se na abertura de escolas primárias de quatro séries. Esse processo ocorreu ao longo de aproximadamente três décadas, que foi considerado o período áureo da expansão educacional adventista no país. Apesar do crescimento, os princípios educacionais adventistas baseados nos ensinamentos bíblicos foram preservados. Os alunos aprendiam versículos e textos bíblicos através da memorização, e eram incentivados com diplomas e certificados quando alcançavam as metas estabelecidas. Os professores recebiam orientações dos líderes da denominação sobre os métodos e filosofias que deveriam ser aplicados nas aulas. Com frequência, eram realizados programas especiais nos quais os alunos demonstravam aos pais o que haviam aprendido na escola. Esses programas, chamados de "Sábados de Educação", eram momentos de participação dos alunos em atividades religiosas preparadas pelas igrejas, e os pais também estavam presentes. Tais momentos visavam não apenas promover a educação adventista, mas também fortalecer o relacionamento com os pais e permitir-lhes conhecer a filosofia adventista, tanto educacional quanto religiosa. Havia uma preocupação por parte dos líderes adventistas em garantir que todas as crianças em idade escolar, filhas de pais adventistas, estivessem matriculadas nas escolas paroquiais da igreja que frequentavam. Era considerado que todos os filhos de pais adventistas deveriam estudar em escolas adventistas. Essa prática também permitia acompanhar as atividades religiosas das crianças na escola e envolver indiretamente as famílias no processo educacional de seus filhos. Os documentos e relatórios pesquisados indicam que a maioria dos alunos que frequentavam as escolas adventistas eram filhos de famílias adventistas. Embora o ensino fosse permeado por símbolos e crenças religiosas, as disciplinas abrangiam os conteúdos exigidos pela educação oficial, incluindo matemática, português, ciências, história, geografia, artes, alemão e ensino religioso.

## Anos 1960

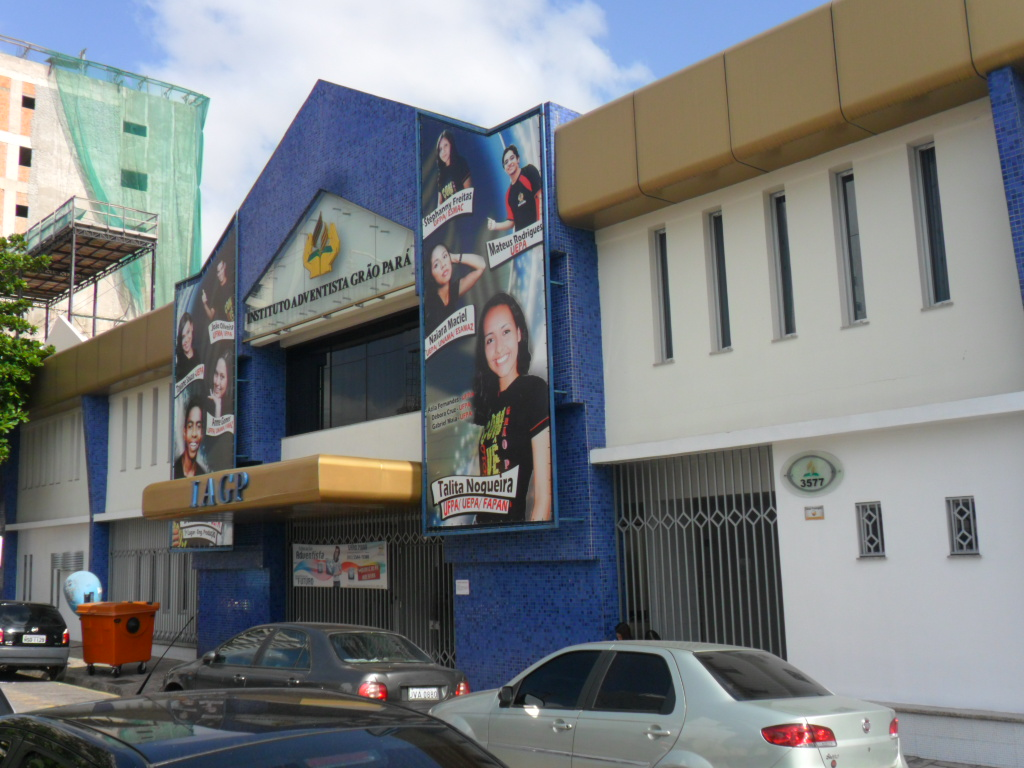
Instituto Adventista Grão-Pará (IAGP)

No entanto, no final da década de 1960, a educação adventista não acompanhou o crescimento da igreja e de seus membros. Houve um distanciamento entre o número de membros e igrejas adventistas e o número de alunos e escolas adventistas. Além disso, ocorreu uma crise no desenvolvimento educacional adventista, que estabeleceu novos rumos para a educação da denominação, devido à implementação da Lei 5.692/71, que trouxe mudanças significativas para o ensino formal. Embora preservassem seus ensinamentos bíblicos, buscaram se adequar às exigências educacionais, como a ampliação da obrigatoriedade escolar e a criação de escolas profissionalizantes.
A nova legislação impactou as escolas adventistas, levando ao fechamento de algumas unidades. No entanto, a denominação se reestruturou, expandindo sua rede de ensino. O setor privado, incluindo as escolas confessionais, também passou por transformações e expansão. Após a promulgação da Constituição de 1988, o setor privado continuou a expandir, e a educação adventista acompanhou esse desenvolvimento, aumentando o número de unidades e alunos. No entanto, o crescimento trouxe preocupações quanto à diversificação da composição de alunos e professores, afastando-se do ideário original da educação adventista.

## Anos 2000
Atualmente, a rede adventista de ensino é considerada a maior rede de ensino privado do mundo. No Brasil, são 525 unidades educacionais abrigando cerca de 256 mil alunos distribuídos por todo o país. A denominação também disponibiliza bolsas de estudo para possibilitar o acesso de mais alunos à educação adventista.
A Igreja Adventista do Sétimo Dia, na América do Sul, possui mais de 950 instituições de ensino distribuídos em Ensino Fundamental, Médio e Superior, além do Brasil está presente no Equador, Peru, Bolívia, Chile, Argentina, Paraguai e Uruguai. Mundialmente, um grupo de cerca de 114 mil professores é responsável pela formação desses indivíduos que muitas vezes são atraídos pela bandeira da educação integral, que foca a pessoa no seu todo – físico, mental e espiritual.